# Francis Godwin
Francis Godwin   (Northamptonshire, 1562 (Gregorià) - Hereford, abril 1633) va ser un clergue anglès, bisbe d'Herdford.
Historiador anglès que deu principalment la seva fama a una novel·la publicada pòstumament, en 1638, precursora de la ciència-ficció en llengua anglesa: The Man in the Moone, or a discourse of a voyage thither by Domingo Gonsales, the speedy messenger (L'home en la lluna o discurs d'un viatge allà per Domingo González, el veloç missatger). El protagonista de la novel·la —precursora també dels relats de nàufrags i dedicat al comerç amb les Índies Orientals; després de quedar-se sol a l'Illa Santa Helena, fabrica una màquina que, impulsada per una espècie d'oques gegantes que troba a l'illa, acaba conduint-lo a la Lluna.